# Zenwalk
Zenwalk Linux (преди Minislack) e Slackware базирана френска дистрибуция на ГНУ/Линукс създадена от Жан-Филип Гуилемин. Целта на дистрибуцията е да е лека и бърза и да използва по едно приложение на задача (т.е. включва само един офис пакет – Gnome Office (AbiWord, Gnumeric), един видео плейър (Mplayer) и т.н. като допълнителни могат да бъдат свалени при налична интерент връзка). Zenwalk е много подходящ за програмиране, интернет приложения и мултимедия, дори на по-слаби компютри от рода на Pentium II/III, 128 MB RAM, 2 – 3 GB твърд диск, защото използва леката графична среда Xfce. За разлика от някои по-големи дистрибуции като Fedora и Ubuntu, Zenwalk се разпростарнява с предварително инсталирани кодеци за mp3 и divx, както и Flash Player 9.0 и някои затворени драйвери, което улеснява по-неопитните потребители. Освен това Zenwalk има добра поддръжка на безжични устройства. Повечето от пакетите са предварително компилирани с оптимизации за процесорна архитектура i686, с цел по-голямо бързодействие.
Zenwalk използва собствен инструмент за управление на пакети – netpkg, освен това могат да се инсталират и .tgz пакети за Slackware. Zenpanel се използва за графично управление и настройване на системните конфигурации.

## История
Zenwalk e носил името Minislack до версия 1.1, като текущото си име получава на 12 август 2005 при излизане на версия 1.2. Текущата версия на Zenwalk е 5.0 от 18 януари 2008. На 25 март 2008 се появи и Zenwalk Live 5.0

## Версии
- Zenwalk – пълна версия, ISO, ~420 MB – включва всичко необходимо за пълноценна работа.
- Zenwalk Core – само основни пакети (дори без Х), предназначена за опитни потребители, които искат сами да изградят системата си.
- Zenwalk Live – жива дистрибуция – пълната версия, с възможност за стартиране от CD
- Zenserver – специално проетиран за сървъри